# Buller
Buller – rzeka na Wyspie Południowej w Nowej Zelandii. Wypływa z jeziora Rotoiti, płynie przez region West Coast. Uchodzi do Morza Tasmana w pobliżu miasta Westport.